# Beechwood Village
Beechwood Village är en ort i Jefferson County, Kentucky, USA. År 2000 hade orten 1 173 invånare. Den har enligt United States Census Bureau en area på 0,7 km², allt är land.